# 豆代田
豆代田（？—?），鲜卑姓豆连氏，代人，北魏官员。
魏明元帝时，以善于骑马射箭为内细射。423年，参加虎牢关之战，他登楼射箭，矢不虚发。善射敢战，临阵争先。与奚斤为前锋，抓获刘宋将领毛祖德。因功转任内三郎。426年，随魏太武帝征伐赫连昌，豆代田乘胜追击，入统万城西宮中，夏军閉門困住了他。豆代田翻越宮城墙壁逃出。太武帝赞赏他武勇，任命他为勇武将軍。429年，从太武帝討柔然，豆代田爵位为关中侯。430年（太武帝神䴥三年），随军攻赫连定，攻克平凉，救回奚斤，太武帝把赫連定皇后赐给他。爵位改为井陘侯，加散騎常侍、右衛将軍、領内都幢将。又从征北燕和龙，战功居多。转任殿中尚書。进爵长广公，加位平东将军。豆代田从魏太武帝南征，转任太子太保。出为統万鎮大将。魏文成帝兴安年间，豆代田卒，谥恭，追贈侍中、安東大将軍、长广王。子豆求周嗣爵，官至吏部尚書。

## 延伸阅读
[在维基数据编辑]
 《魏書/卷30》，出自魏收《魏书》
 《北史·卷025》，出自李延壽《北史》